# 马克塞维尔
马克塞维尔（法語：Maxéville，法語發音：[maksevil] 或 [maʃevil]）是法国默尔特-摩泽尔省的一个市镇，位于南锡市区西北部，属于南锡区。

## 地理
马克塞维尔（48°42'41"N, 6°9'47"E）面积5.63 平方千米，位于法国大東部大區默尔特-摩泽尔省，该省份为法国东北部内陆省份，是洛林的一部分，北邻比利时、卢森堡，北起顺时针与摩泽尔省、下莱茵省、孚日省和默兹省接壤。
与马克塞维尔接壤的市镇（或旧市镇、城区）包括：尚皮尼厄勒、拉克苏、马尔泽维尔、南锡。
马克塞维尔的时区为UTC+01:00、UTC+02:00（夏令时）。

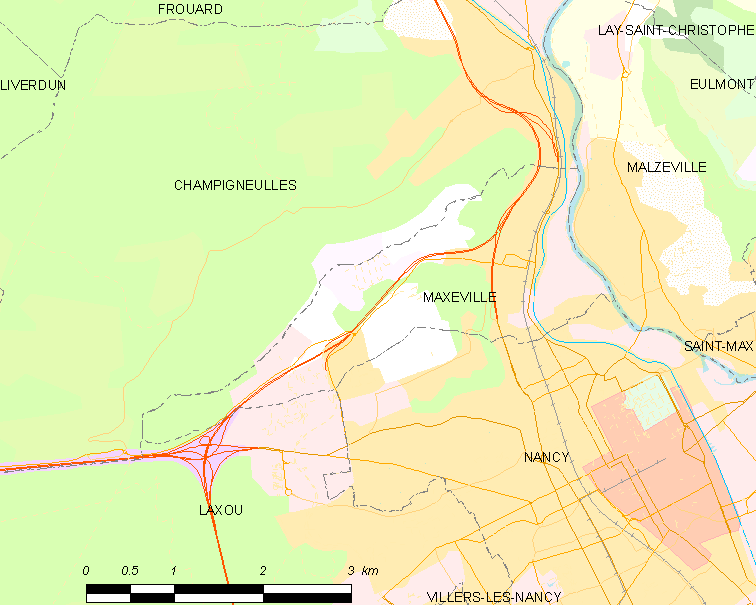
马克塞维尔的OSM定位图

## 行政
马克塞维尔的邮政编码为54320，INSEE市镇编码为54357。

## 政治
马克塞维尔所属的省级选区为南洛林谷县，同时马克塞维尔也是该县的中央投票站所在地。

## 人口

1962-2008年间马克塞维尔人口变化图示

马克塞维尔于2022年1月1日时的人口数量为10014人。